# Gajusz Klaudiusz Marcellus (konsul 50)
Gaius Claudius Marcellus (ur. 88 p.n.e. – zm. 40 p.n.e.) – członek wpływowej plebejskiej gałęzi rzymskiego rodu Klaudiuszy (Claudii) noszącej przydomek Marcellus. Ród Marcellusów odgrywał ważną rolę w okresie republiki. Urodzony około 93 p.n.e.
Syn Gajusza Klaudiusza Marcellusa, pretora w 80 p.n.e., i Junii. Brat stryjeczny konsulów z 51 i 49 p.n.e.; edyl w 56 r. p.n.e.; pretor w 53 p.n.e. Po małżeństwie z Oktawią (zawartym przed 54 p.n.e.) związał się z Cezarem, by potem jednak przejść na stronę Pompejusza, dzięki poparciu którego został konsulem w 50 r. Był to okres narastającej wrogości między Cezarem, za którym stała lojalna i zaprawiona w wojnach w Galii armia i stronnictwem optymatów pod przywództwem Pompejusza Wielkiego.
Negocjacje w latach 51–50 nie dały rezultatu, a sytuację zaostrzył wybór na konsulów na 49 p.n.e. zagorzałych antycezarian, Gajusza Klaudiusza Marcelusa i Lucjusza Korneliusza Lentulusa. Optymaci zgłosili w senacie rezolucję żądającą od Cezara złożenia komendy nad wojskiem zgodnie z upływającym terminem. Zwolennik Cezara, Kurion zdołał przeprowadzić rezolucję, zgodnie z którą obaj politycy: Cezar i Pompejusz powinni równocześnie zdać dowództwo nad wojskami. Na następny dzień konsul Marcellus, działając bez upoważnienia senatu czy ludu zaoferował Pompejuszowi dowództwo nad wszystkimi oddziałami w Italii z prawem do zaciągu następnych wojsk. Od tego momentu wojna domowa była nieunikniona. Marcellus nie podążył jednak za Pompejuszem do Grecji, ale pozostał w Italii i nie wziął bezpośredniego udziału w walce Cezara i Pompejusza.
Po wojnie Marcellus uzyskał od Cezara przebaczenie. Później wspierał sukcesora Cezara Oktawiana. Zmarł w maju 40 p.n.e. Wdowa po nim, Oktawia, wyszła w kilka miesięcy później za Marka Antoniusza.

## Potomkowie Gajusza Klaudiusza Marcellusa
| Gajusz Klaudiusz Marcellus |
| \| 1. Oktawia Młodsza \|   |
| 1. Oktawia Młodsza         |

| 1. Oktawia Młodsza |

| Marcela Starsza                                 |
| \| 1. Marek Agrypa \| \| 2. Antoniusz Jullus \| |
| 1. Marek Agrypa                                 |
| 2. Antoniusz Jullus                             |

| 1. Marek Agrypa     |
| 2. Antoniusz Jullus |

| Marek Klaudiusz Marcellus |
| \| 1. Julia \|            |
| 1. Julia                  |

| 1. Julia |

| Marcela Młodsza                                                                     |
| \| 1. Marek Waleriusz Messala Appianus \| \| 2. Lucjusz Emiliusz Lepidus Paullus \| |
| 1. Marek Waleriusz Messala Appianus                                                 |
| 2. Lucjusz Emiliusz Lepidus Paullus                                                 |

| 1. Marek Waleriusz Messala Appianus |
| 2. Lucjusz Emiliusz Lepidus Paullus |

| Wipsania Marcela Agrypina            |
| \| 1. Publiusz Kwinktyliusz Warus \| |
| 1. Publiusz Kwinktyliusz Warus       |

| 1. Publiusz Kwinktyliusz Warus |

| Wipsania Marcela Agrypina  |
| \| 1. Kwintus Hateriusz \| |
| 1. Kwintus Hateriusz       |

| 1. Kwintus Hateriusz |

| Lucjusz Antoniusz                    |
| zm. w 25 n.e. na wygnaniu w Massilii |

| Klaudia Pulchra                      |
| \| 1. Publiusz Kwinktyliusz Warus \| |
| 1. Publiusz Kwinktyliusz Warus       |

| 1. Publiusz Kwinktyliusz Warus |

| Marek Waleriusz Messala Barbatus |
| \| 1. Domicja Lepida \|          |
| 1. Domicja Lepida                |

| 1. Domicja Lepida |

| Paulus Emiliusz Regilus |

| Decymus Hateriusz Agrypa |
| \| 1. Domicja \|         |
| 1. Domicja               |

| 1. Domicja |

| Kwinktyliusz Warus |

| Messalina          |
| \| 1. Klaudiusz \| |
| 1. Klaudiusz       |

| 1. Klaudiusz |

| Kwintus Hateriusz Antoninus |
| konsul w 53 n.e.            |

| Oktawia        |
| \| 1. Neron \| |
| 1. Neron       |

| 1. Neron |

| Brytanik                                           |
| Tyberiusz Klaudiusz Cezar Druzus Germanik Brytanik |